# Аладдин (фильм, 2019)
«Аладдин» (англ. Aladdin) — комедийный приключенческий музыкальный фильм-фэнтези, созданный Walt Disney Pictures и британцем Гаем Ричи в 2019 году. Фильм является киноадаптацией одноимённого мультфильма 1992 года, сюжет которого основан на сказке об Аладдине из цикла «Тысяча и одна ночь». Режиссёром стал Гай Ричи, сценарий написан Ричи и Джоном Огастом. Главные роли исполнили Мена Массуд, Наоми Скотт, Уилл Смит, Марван Кензари, Насим Педрад, Навид Негабан, Билли Магнуссен и Нуман Акар; кроме того, Алан Тьюдик и Фрэнк Уэлкер озвучили анимированных персонажей. Фильм повествует о нищем уличном воришке Аладдине: он влюбляется в принцессу Жасмин, становится другом Джинна и противостоит хитрому и властному визирю Джафару.
Мировая премьера состоялась 8 мая 2019 года в парижском кинотеатре «Гран-Рекс». Первый официальный выход в широкий прокат прошёл 13 мая 2019 года в Иордании. На премьере присутствовали принц Али бин аль-Хусейн с женой Рим аль-Али. Премьера фильма в США состоялась 24 мая 2019 года, в России — 23 мая. В мировом прокате картина собрала более 1 млрд долларов, став 9-м самым кассовым фильмом 2019 года и 34-й самой успешной кинолентой всех времён. Фильм получил смешанные отзывы от критиков (57 % «свежести»): эксперты похвалили музыкальное оформление, дизайн костюмов и актёрскую игру Уилла Смита, Мены Массуда и Наоми Скотт, но критике подверглась режиссура Гая Ричи, CGI-эффекты и отличия от оригинального мультфильма. Однако зрители похвалили картину (94 % «свежести»). Продолжение находится в разработке.

## Сюжет
Во время плавания моряк рассказывает историю об Аладдине, принцессе Жасмин и волшебной лампе двум своим детям. Аладдин, молодой уличный воришка, живущий в столице пустынного султаната Аграба вместе со своей ручной обезьянкой Абу, спасает принцессу Жасмин от гнева торговца (Жасмин накормила хлебом с его прилавка двух голодных детей), которая расстроена тем, что по закону она должна выйти замуж за принца, а не за того, кого она любит. Все же приезжие принцы настолько глупы, что никого из них Жасмин и не рассматривает как кандидата в свои женихи.
Тем временем Джафар, занимающийся колдовством визирь, вместе со своим говорящим попугаем Яго пытается найти волшебную лампу, в которой живёт Джинн. Обладатель этой лампы сможет стать султаном и властелином мира, а Джафар как раз устал постоянно быть вторым. Но лампа хранится в Пещере Чудес (гигантская волшебная пещера в форме головы льва), в которую может войти только чистый душой человек («необработанный алмаз»), который не должен трогать ничего, кроме лампы, иначе пещера закроется, и вошедший в неё погибнет. Таким чистым душой человеком и оказывается Аладдин.
Вскоре обстоятельства складываются так, что он пробирается во дворец. Тогда слуги Джафара хватают воришку и бросают его и Абу в тюрьму. Визирь Джафар освобождает друзей, но взамен Аладдин должен забраться в Пещеру Чудес и отдать колдуну лампу (пообещав также ему любовь принцессы).
Он отвозит его к пещере, где тот находит волшебный ковёр-самолёт и достаёт лампу. Но Абу хватает рубин (что запрещено) и в пещере начинается извержение лавы. Аладдин, еле успевший долететь на волшебном ковре до края пещеры, отдаёт лампу Джафару, но тот обманывает его и пытается убить, скинув обратно в наполненную лавой пещеру. Абу успевает схватить лампу из кармана Джафара и тут Пещера Чудес закрывается, оставляя злодея ни с чем.
Заточённый в пещере Аладдин по совету ковра трёт лампу, из которой появляется Джинн. Джинн объясняет, что он властен исполнить любые три желания Аладдина. Парень хитростью заставляет Джинна выполнить неучтенное желание, чтобы тот освободил их всех из пещеры, но после этого договаривается с Джинном, что на третье желание пожелает Джинну стать человеком.
Затем Аладдин загадывает свои желания — сначала он превращается в богатого принца Али из вымышленного эмирата Абабва, чтобы иметь возможность жениться на принцессе Жасмин; второе желание, придуманное самим Джинном — это спасение тонущего Аладдина из моря, в которое его скинул визирь Джафар, догадавшийся, кто на самом деле является «принцем Али».
Аладдин разламывает гипнотический жезл Джафара, с помощью которого влиял на старого султана. Злодея берут под стражу, но из темницы его вызволяет Яго, доставший ключи. Аладдин признаётся Джинну что не сможет загадать третье желание и освободить его, так как без титула принца он никто и не сможет быть с принцессой. Джинн разочарован тем, что Аладдин поддался на искушение власти, и исчезает в лампе.
Аладдин уходит из дворца, где у него лампу крадёт Джафар, став новым хозяином Джинна. Во дворце визирь-злодей требует, чтобы тот сделал его сначала султаном Аграбы, чтобы отдать приказ напасть на соседнюю страну, а затем, когда принцесса Жасмин убеждает стражу не переходить на сторону самозванца — самым могущественным колдуном на свете. Джафар раскрывает Жасмин, кто такой на самом деле принц Али, после чего отправляет того на край света. Джинн незаметно для колдуна телепортирует вслед за Аладдином волшебный ковёр. Джафар же, желая отомстить султану, решает жениться на Жасмин, угрожая убить её отца, если та не даст согласия.
Аладдин возвращается на ковре в Аграбу и отнимает лампу у злодея, но с помощью увеличенного Яго и урагана — Джафар возвращает её себе, при этом пленив Аладдина. Оказавшийся в безвыходном положении Аладдин кричит Джафару, что он всё равно не сильнейший в мире, а только на втором месте, после чего тот приказывает Джинну, чтобы он сделал его сильнейшим существом во вселенной. Джинн превращает колдуна Джафара в более могущественного джинна, чем он сам. Получив необходимую силу, Джафар хочет испепелить государство, на которое ранее собирался напасть, но так как все джинны — узники своих ламп, то Джафара вместе с Яго засасывает в лампу, которую Джинни закидывает в Пещеру Чудес. Всё возвращается на свои места, а Аладдин, вопреки предложению Джинна сделать того снова принцем, загадывает своё третье последнее желание — чтобы Джинн стал свободным. Джинн превращается в человека и вскоре женится на Далии, служанке Жасмин. Сам же Аладдин вместе с Жасмин, которой отец передал титул султана, счастливо живёт в Аграбе. Джинни становится моряком и уже потом рассказывает своим детям эту историю.

## В ролях
| Актёр           | Роль                              |
| --------------- | --------------------------------- |
| Мена Массуд     | Аладдин                           |
| Наоми Скотт     | принцесса Жасмин                  |
| Уилл Смит       | Джинни                            |
| Марван Кензари  | Джафар                            |
| Насим Педрад    | Далия                             |
| Навид Негабан   | Султан                            |
| Билли Магнуссен | принц Андерс                      |
| Джордан Нэш     | Омар                              |
| Талия Блэр      | Лиан                              |
| Амир Бутрус     | Джамал                            |
| Нуман Акар      | Хаким                             |
| Фрэнк Уэлкер    | Абу (голос), Пещера чудес (голос) |
| Алан Тьюдик     | Яго (голос)                       |

## Производство
В октябре 2016 года студия Disney анонсировала, что Гай Ричи станет режиссёром киноадаптации «Аладдина». Первым к актёрскому составу в июле 2017 года присоединился Уилл Смит, которому досталась роль Джинна. Позже к проекту присоединились Мена Массуд и Наоми Скотт. Основные съёмки проходили с 6 сентября 2017 по 24 января 2018 года в британском графстве Суррей на Longcross Studios, а также в пустыне Вади-Рам в Иордании. Королевская кинокомиссия Иордании оказывала поддержку производству во время съёмок и помогала в организации логистики. Дополнительные съёмки состоялись в августе 2018 года.
10 февраля 2019 года Walt Disney представила трейлер «Аладдина» с Уиллом Смитом в роли Джинна.

## Критика
Фильм получил смешанные отзывы кинокритиков. На сайте Rotten Tomatoes фильм имеет рейтинг 57 % на основе 388 рецензий со средним баллом 5,90 из 10. На сайте Metacritic фильм имеет оценку 53 из 100 на основе 50 рецензий критиков, что соответствует статусу «смешанные или средние отзывы».
Джеффри Макнаб из The Independent (UK) написал: «Захватывающее, старомодное зрелище в стиле дневных спектаклей, которое оказалось куда лучше, чем можно было ожидать».

## Награды и номинации
| Награда                                      | Дата церемонии   | Категория                                                                             | Получатель(и)                                                             | Результат | Пр.    |
| -------------------------------------------- | ---------------- | ------------------------------------------------------------------------------------- | ------------------------------------------------------------------------- | --------- | ------ |
| Teen Choice Awards                           | 11 августа 2019  | Выбор фильма — Научная фантастика/Фэнтези                                             | Аладдин                                                                   | Победа    | [ 19 ] |
| Teen Choice Awards                           | 11 августа 2019  | Выбор научно-фантастического/фэнтези киноактёра                                       | Уилл Смит                                                                 | Победа    | [ 19 ] |
| Teen Choice Awards                           | 11 августа 2019  | Выбор научно-фантастического/фэнтези киноактёра                                       | Мена Массуд                                                               | Номинация | [ 19 ] |
| Teen Choice Awards                           | 11 августа 2019  | Выбор научно-фантастической/фэнтези киноактрисы                                       | Наоми Скотт                                                               | Победа    | [ 19 ] |
| Teen Choice Awards                           | 11 августа 2019  | Выбор кинозлодея                                                                      | Марван Кензари                                                            | Номинация | [ 19 ] |
| Teen Choice Awards                           | 11 августа 2019  | Выбор песни из фильма                                                                 | «A Whole New World» (End Title)                                           | Победа    | [ 19 ] |
| Сатурн                                       | 13 сентября 2019 | Лучший фильм-фэнтези                                                                  | Аладдин                                                                   | Номинация | [ 20 ] |
| Сатурн                                       | 13 сентября 2019 | Лучший киноактёр второго плана                                                        | Уилл Смит                                                                 | Номинация | [ 20 ] |
| Сатурн                                       | 13 сентября 2019 | Лучшая киноактриса второго плана                                                      | Наоми Скотт                                                               | Номинация | [ 20 ] |
| Сатурн                                       | 13 сентября 2019 | Лучший режиссёр                                                                       | Гай Ричи                                                                  | Номинация | [ 20 ] |
| Сатурн                                       | 13 сентября 2019 | Лучшая работа художника-постановщика                                                  | Джемма Джексон                                                            | Номинация | [ 20 ] |
| Сатурн                                       | 13 сентября 2019 | Лучший монтаж                                                                         | Джеймс Херберт                                                            | Номинация | [ 20 ] |
| Сатурн                                       | 13 сентября 2019 | Лучшая музыка                                                                         | Алан Менкен                                                               | Номинация | [ 20 ] |
| Сатурн                                       | 13 сентября 2019 | Лучшие костюмы                                                                        | Майкл Уилкинсон                                                           | Победа    | [ 20 ] |
| Сатурн                                       | 13 сентября 2019 | Лучшие спецэффекты                                                                    | Даниэле Биджи, Джефф Капогреко, Майкл Малхолланд, и Дэвид Сигер           | Номинация | [ 20 ] |
| Hollywood Music in Media Awards              | 20 ноября 2019   | Лучшая оригинальная песня — Художественный фильм                                      | «Speechless» — Алан Менкен, Бендж Пасек и Джастин Пол                     | Номинация | [ 21 ] |
| National Film & TV Awards                    | 3 декабря 2019   | Лучший актёр                                                                          | Уилл Смит                                                                 | Номинация | [ 22 ] |
| National Film & TV Awards                    | 3 декабря 2019   | Лучший актёр                                                                          | Мена Массуд                                                               | Номинация | [ 22 ] |
| National Film & TV Awards                    | 3 декабря 2019   | Лучший новичок                                                                        | Мена Массуд                                                               | Номинация | [ 22 ] |
| National Film & TV Awards                    | 3 декабря 2019   | Лучшая актриса                                                                        | Наоми Скотт                                                               | Номинация | [ 22 ] |
| National Film & TV Awards                    | 3 декабря 2019   | Лучшая актриса второго плана                                                          | Наоми Скотт                                                               | Номинация | [ 22 ] |
| National Film & TV Awards                    | 3 декабря 2019   | Лучший режиссёр                                                                       | Гай Ричи                                                                  | Номинация | [ 22 ] |
| Austin Film Critics Association Awards       | 6 января 2020    | Лучшее исполнение захвата движения/спецэффектов                                       | Уилл Смит                                                                 | Номинация | [ 23 ] |
| Выбор критиков                               | 12 января 2020   | Лучшая песня                                                                          | «Speechless» — Алан Менкен, Бендж Пасек и Джастин Пол                     | Номинация | [ 24 ] |
| Премия Гильдии художников по костюмам        | 28 января 2020   | Совершенство в фэнтези-фильме                                                         | Майкл Уилкинсон                                                           | Номинация | [ 25 ] |
| Общество специалистов по визуальным эффектам | 29 января 2020   | Лучшая созданная среда в фотореалистичном объекте                                     | Даниэль Шмид, Фальк Бойе, Станислав Марек, Кевин Джордж ("за Аграбу")     | Номинация | [ 26 ] |
| Общество специалистов по визуальным эффектам | 29 января 2020   | Лучшие специальные (практические) эффекты в фотореалистичном или анимационном проекте | Марк Холт, Джей Маллет, Уилл Уайатт, Дикон Митчелл (за "Волшебный Ковёр") | Номинация | [ 26 ] |
| Премия Гильдии художников-постановщиков      | 1 февраля 2020   | Совершенство в фэнтези-фильме                                                         | Джемма Джексон                                                            | Номинация | [ 27 ] |
| Золотая малина                               | 16 марта 2020    | Приз за восстановление репутации                                                      | Уилл Смит                                                                 | Номинация | [ 28 ] |
| Billboard Music Awards                       | 14 октября 2020  | Лучший саундтрек                                                                      | Аладдин                                                                   | Номинация | [ 29 ] |

«Speechless», новая оригинальная песня, написанная для Жасмин, вошла в шорт-лист 92-й церемонии вручения премии «Оскар» в номинации «Лучшая оригинальная песня», но в конечном итоге не была номинирована.

## Будущее

### Продолжение
12 августа 2019 года продюсер Лин сообщил, что Дисней находится на ранней стадии разработки продолжения. Студия также надеется вернуть Ричи в качестве режиссёра и Смита в роли Джинна, рассказывающего историю, которая будет «свежа и нова». Позже Лин добавил, что если сиквел будет запущен в работу, то новый фильм не станет прямой адаптаций двух анимационных продолжений «Аладдина» — «Возвращение Джафара» и «Аладдин и король разбойников»; для сценария будут использованы разные источники из сказок и мультфильмов.
12 февраля 2020 года издание «Variety» официально сообщило о разработке сиквела, сценарий которого напишут Джон Гэйтинс и Андреа Берлофф. Лин и Эйрик выступят продюсерами, а Уилл Смит, Мена Массуд и Наоми Скотт вернутся к своим ролям. Создатели заявили, что у них есть хорошая история для «Аладдина 2».

### Возможный приквел
За год до того, как решили переснять «Аладдина», в 2015 году Disney объявил о создании приквела с живыми актёрами к вышеупомянутому фильму под названием «Джинны». Сообщалось, что новый фильм сфокусирован на джиннах и их царстве и покажет, как джинн Аладдина оказался в лампе. Сценарий для фильма пишут Дамиан Шеннон и Марк Свифт. Трипп Винсон будет выступать в качестве продюсера на Vinson Films. На данный момент Disney ещё не давал разрешения для проекта.